# Bijaguppi, Ramdurg
Bijaguppi là một làng thuộc tehsil Ramdurg, huyện Belgaum, bang Karnataka, Ấn Độ.